# Flån (Järna socken, Dalarna, 670727-141887)
Flån är en sjö i Vansbro kommun i Dalarna och ingår i Dalälvens huvudavrinningsområde.